# Giacomo Stratta
Giacomo Stratta foi um ciclista de pista italiano. Ele competiu pela Itália nas provas de velocidade e corrida por pontos nos Jogos Olímpicos de 1900, realizados em Paris, na França.